# コンスタンティン・ガルカ
コンスタンティン・ガルカ（Constantin Gâlcă、1972年3月8日 - ）は、ルーマニア・ブカレスト出身の元ルーマニア代表サッカー選手。サッカー指導者。ポジションはDF・MF。守備的MFが本職だが、中盤ならどこでもこなす。高精度のミドルシュートで知られる。

## クラブ経歴
FCアルジェシュ・ピテシュティでプロ生活をスタートさせた彼は18歳でU-21ルーマニア代表に選ばれ、1991年にはルーマニアのステアウア・ブカレストに移籍した。ステアウアでは148試合24得点の成績を残し、1996年にはスペインへと飛び立った。RCDマジョルカでは13得点を挙げ、1997年にはRCDエスパニョールに移籍した。ビジャレアルCFやレアル・サラゴサを渡り歩いた後、2007年に引退した。

## 代表経歴
1993年、W杯アメリカ大会予選でルーマニア代表に初選出され、イスラエル戦でデビューした。W杯本大会では3試合に出場し、彼の評判を高めた。1998年W杯フランス大会ではイングランドと同居したグループを首位通過したが、決勝トーナメント1回戦で、3位に入ったクロアチアに敗れた。2000年の欧州選手権ではドイツ・ポルトガル・イングランドなど強豪が揃うグループを抜ける快挙を果たすが、準々決勝でイタリアに敗れた。

## 指導者経歴
2009年よりUDアルメリアBの監督を務めた。
2013年、ルーマニアのU-17監督に就任。
2014年、FCステアウア・ブカレストの監督に就任。
2015年12月14日、RCDエスパニョールの監督に就任。
2016年10月19日、サウジアラビアのアル・タアーウンFCの監督に就任。翌シーズンはアル・フェイハの監督を務めた。
2019年3月6日、デンマークのヴェイレBKの監督に就任。

## エピソード
- 1996年以来ずっとスペインのクラブでプレーし、子ども3人はスペインの市民権を持っているため、ガルカ自身もスペインの市民権を得られるよう打診したことがあるという。
- RCDエスパニョール在籍時には、チェルシーFCやマンチェスター・ユナイテッド、フィオレンティーナに興味を持たれていた。
- ビジャレアルCFへの移籍は、当時ビジャレアルに在籍していた同胞のジカ・クライオベアヌの存在が後押ししたようである。在籍中、ガルカはクライオベアヌの隣の家を借りていた。

## 代表歴

### 出場大会
- ルーマニア代表
  - 1994 FIFAワールドカップ
  - 1998 FIFAワールドカップ

### 試合数
- 国際Aマッチ 68試合 4得点（1993年-2005年）[2]

| ルーマニア代表 | 国際Aマッチ | 国際Aマッチ |
| 年             | 出場        | 得点        |
| -------------- | ----------- | ----------- |
| 1993           | 1           | 0           |
| 1994           | 9           | 0           |
| 1995           | 3           | 0           |
| 1996           | 9           | 2           |
| 1997           | 7           | 2           |
| 1998           | 14          | 0           |
| 1999           | 10          | 0           |
| 2000           | 8           | 0           |
| 2001           | 4           | 0           |
| 2002           | 1           | 0           |
| 2003           | 0           | 0           |
| 2004           | 0           | 0           |
| 2005           | 2           | 0           |
| 通算           | 68          | 4           |

## タイトル

### 選手時代
FCステアウア・ブカレスト
- リーガ1:4回（1992-93、1993-94、1994-95、1995-96 ）
- クパ・ロムニエイ:1回（1995-96）
- スーペルクパ・ロムニエイ:2回（1993-94、1994-95）

RCDエスパニョール
- コパ・デル・レイ:1回（1999-2000）

### 監督時代
FCステアウア・ブカレスト
- リーガ1:1回（2014-15）
- クパ・ロムニエイ:1回（2014-15）
- クパ・リギー:1回（2014-15）

ヴェイレBK
- デンマーク・ファーストディビジョン:1回（2019-20）